# Heilsarmee
Gli Heilsarmee (o Takasa) sono stati una band svizzera selezionata per rappresentare la Svizzera all'Eurovision Song Contest 2013 che si è tenuto a Malmö in Svezia. È un gruppo nato dall'Esercito della salvezza i cui partecipanti portano le loro uniformi nelle performance live.
I componenti della band sono stati: Emil Ramsauer (contrabasso), Michael Sterckx (trombone), Katharina Hauri (canto e grancassa), Christoph Jacob (canto e chitarra elettrica), Sarah Breiter (canto) e Jonas Gygax (chitarra elettrica).

## Carriera

### Eurovision Song Contest 2013
Gli Heilsarmee hanno partecipato alla finale nazionale per l'Eurovision con la canzone You and Me. Si sono qualificati nella semifinale della SF con il 37% del televoto e il 15 dicembre 2012 hanno vinto il concorso aggiudicandosi il diritto di partecipare all'Eurovision Song Contest 2013 per la Svizzera. La canzone ha raggiunto la posizione numero 21 nella classifica ufficiale della Svizzera.
Il 17 dicembre 2012 l'Unione europea di radiodiffusione ha annunciato che la band dovrà cambiare il nome e le divise, altrimenti verranno squalificati. Nel gennaio 2013 il gruppo ha risposto che parteciperà con un nome diverso e abbigliamento modificato che si attenga alle regole della manifestazione. Hanno poi ottemperato alle richieste rinunciando alle uniformi per un look più sobrio, e cambiato il nome in Takasa, che in swahili vuol dire "purificare", ma in acronimo significa pure "The Artists Known As Salvation Army" (nello stesso modo con cui Prince si fece chiamare "The Artist Formerly Known As Prince"). Non hanno raggiunto la finale. Emil Ramsauer, nato nel 1918 e morto nel 2021, è il più longevo artista ad aver calcato il palco dell'ESC.

## Discografia

### Singoli
| Titolo       | Anno | Posizione |
| Titolo       | Anno | SWI       |
| ------------ | ---- | --------- |
| "You and Me" | 2012 | 21        |